# Лук, Александр Наумович
Алекса́ндр Нау́мович Лук (23 марта 1928 — 26 октября 1982) — советский учёный-философ

, специалист по теории творчества и науковедению, врач-невропатолог, переводчик; кандидат философских наук.

## Биография
Окончил Киевский медицинский институт. В 1951—1958 годы служил военным врачом на Сахалине, специалист по нервным и психическими заболеваниям. Одновременно окончил Военный институт иностранных языков по специальности «переводчик с английского языка».
С 1960 года работал в отделе биокибернетики Института кибернетики АН УССР; переводил работы А. Эйнштейна, Г. Селье, Г. Ю. Айзенка. С 1971 года — сотрудник отдела науковедения ИНИОН АН СССР; вёл рубрику «Психология научного творчества» в реферативном журнале «Науковедение за рубежом».

## Научная деятельность
В 1968 году защитил кандидатскую диссертацию.
Основное направление исследований — возможности и пределы моделирования психических процессов на ЭВМ.
Разрабатывал тему научного творчества; его работы способствовали переходу этой темы в категорию проблем, доступных как философско-гносеологическому, так и естественно-научному анализу.
Определял юмор как «метаотношение» к действительности; изучал интуицию, воображение, фантазию, личность творца, прогноз творческих достижений, одарённость.
Материнство — одно из самых гармоничных состояний, доступных человеку, ибо врождённый инстинкт и социальные требования здесь полностью совпадают. (А. Н. Лук)
Автор научно-аналитических обзоров. Часть из его неизданных книг («Очерки эвристической психологии», «Память — основа психики», «Об уме и глупости», «О любви») опубликована в 2011 году.

### Избранные труды
- Лук А. Н. Интуиция и научное творчество: Науч.-аналит. обзор. — М: ИНИОН, 1981. — 28 с. — (Науковедение за рубежом). — 1200 экз.
- Лук А. Н. Информация и память. — М.: Знание, 1963. — 24 с. — (Новое в жизни, науке, технике. 9 серия. Физика и химия; 22)
- Лук А. Н. Личность ученого: (Науч.-аналит. обзор). — М: ИНИОН, 1981. — 38 с. — (Науковедение за рубежом). — 1000 экз.
- Лук А. Н. Мотивация научного творчества : Обзор амер. и западноевроп. лит. — М : ИНИОН, 1980. — 25 с. — 400 экз.
- Лук А. Н. Мышление и творчество. — М.: Политиздат, 1976. — 144 с. — (Философская библиотечка для юношества). — 140 000 экз.
- Лук А. Н. О чувстве юмора и остроумии. — М.: Искусство, 1968. — 191 с. — 50000 экз.
- Лук А. Н. Остроумие : (Логико-эстет. и психофизиол. анализ, перспективы моделирования): Автореф. дис. … канд. филос. наук. — Киев, 1967. — 16 с.
- Лук А. Н. Очерки эвристической психологии. — М.: БИНОМ. Лаборатория знаний, 2011. — 228 с. — 1000 экз. — ISBN 978-5-9963-0197-3
- Лук А. Н. Память и кибернетика. — М.: Наука, 1966. — 135 с. — (Научно-популярная серия)
- Лук А. Н. Проблема нового в науке : Науч.-аналит. обзор. — М.: ИНИОН, 1981. — 27 с. — (Серия «Науковедение за рубежом»). — 1200 экз.
- Лук А. Н. Проблемы научного творчества : Сб. аналит. обзоров. — М.: ИНИОН, 1980. — 227 с. — (Серия аналитических обзоров «Науковедение за рубежом» / Редкол.: А. М. Кулькин (гл. ред.) и др.). — 1100 экз.
  -  — Вып. 2: 1982. — 163 с.
  -  — Вып. 3: 1983. — 162 с.
  -  — Вып. 4: 1985. — 98 с.
- Лук А. Н. Психология творчества / Отв. ред. В. А. Лекторский. — М.: Наука, 1978. — 127 с. — (Серия «Наука и технический прогресс»). — 45000 экз.
- Лук А. Н. Роль ученых-организаторов в развитии науки : Науч.-аналит. обзор. — М.: ИНИОН, 1982. — 46 с. — (Серия «Науковедение за рубежом»). — 1200 экз.
- Лук А. Н. Теоретические основы выявления творческих способностей : Науч.-аналит. обзор. — М.: ИНИОН, 1979. — 37 с. — 1000 экз.
- Лук А. Н. Учить мыслить. — М.: Знание, 1975. — 96 с. — (Народный университет: Педагогический факультет ; 9). — 287200 экз.
- Лук А. Н. Формы и методы управления творческим потенциалом научного коллектива : Аналит. обзор. — М : ИНИОН, 1982. — 45 с. — (Серия «Науковедение за рубежом» / Редкол.: А. М. Кулькин (гл. ред.) и др.). — 1000 экз.
- Лук А. Н. Эмоции и личность. — М.: Знание, 1982. — 175 с. — 175000 экз.
- Лук А. Н. Эмоции и чувства. — М.: Знание, 1972. — 79 с. — (Народный университет: Педагогический факультет ; 1). — 200000 экз.
- Лук А. Н. Юмор, остроумие, творчество. — М.: Искусство, 1977. — 184 с. — 25000 экз.

Переводы
- Селье Г. Стресс без дистресса = Stress Without Distress. — М.: Прогресс, 1982. — 128 с. — (Общественные науки за рубежом: философия и социология). — 75 000 экз.